# 김석원 (축구인)
김석원(한국 한자: 金錫垣, 1960년 11월 7일 ~ )는 대한민국의 은퇴한 축구 선수이다. 현역 시절 포지션은 공격수였다. 대한민국 축구 국가대표팀에서 활동했던 김찬기의 아들이다.

## 선수 경력

### 클럽팀 경력
1983시즌을 앞두고 신생팀인 유공 코끼리에 입단했다. 1983년 5월 9일 포항제철 돌핀스와의 경기에서 데뷔골을 기록했다.

### 국가대표팀 경력
1984년 AFC 아시안컵에 참가하는 대한민국 축구 국가대표팀 최종 명단에 포함되었다.

## 은퇴 후
은퇴 이후 가족과 함께 미국으로 이민을 떠났으며 현재 미국에서 축구 관련 사업을 하고 있다고 한다.